# Mil Mi-1

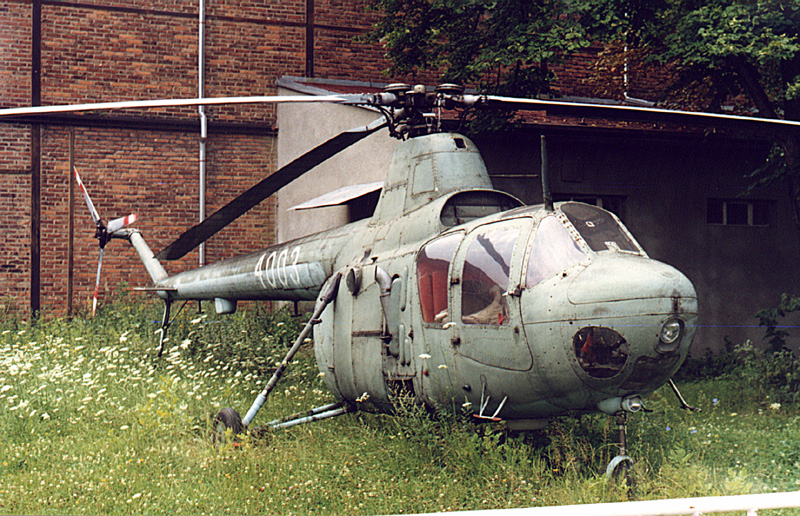
Een Mil Mi-1

De Mil Mi-1 (Russisch: Ми-1) (NAVO-codenaam: Hare) is een Sovjet drie-zits lichte helikopter. Hij wordt aangedreven door één 575 pk sterke Ivchenko Al-26V motor. Hij kwam in dienst in 1950 en was voor het eerst te zien tijdens de Sovjet-Luchtvaartdag in 1951. Sindsdien is hij 16 jaar in productie geweest en zijn er enkele honderden van gebouwd.

## Specificaties
- Bemanning: 1
- Capaciteit: 2 passagiers of 255 kg vracht
- Lengte: 12,09 m
- Rotor Diameter: 14,35 m
- Hoogte: 3,30 m
- Leeggewicht: 1.700 kg
- Max takeoff gewicht: 2.330 kg
- Motor: 1× Ivchenko Al-26V radiale motor, 429 kW
- Maximumsnelheid: 185 km/h
- Actieradius: 430 km
- Plafond: 3.500 m

## Ontwerpvolgorde
Mi-1-Mi-2-Mi-3-Mi-4